# Jipijapa (Metro de Quito)
Jipijapa es la decimocuarta estación del Metro de Quito, que funciona como parte de la línea 1. El predio se encuentra bajo la avenida Amazonas, esquina con Isla Tortuga, en la parroquia Jipijapa, de la que toma su nombre.

## Historia
Como obras preparativas, el fin de semana del 12 al 13 de marzo de 2016, el Municipio procedió a retirar el paso peatonal y de bicicletas que existía entre las secciones occidental y oriental del parque Isla Tortuga, y que cruzaba sobre la avenida Amazonas. Después se procedió a cercar el lado occidental del parque para la construcción de una vía de desfogue que alivie el tráfico cuando iniciaran las obras de construcción de la parada subterránea.
El proceso constructivo de la estación inició el 2 de mayo de 2016, cuando se cerró la circulación en un tramo de 150 metros sobre la avenida Amazonas, entre las calles Tomás de Berlanga y el parque Isla Tortuga, por lo que se habilitó un paso lateral de doble sentido desde la avenida Juan de Azcaray sobre una sección de este último, extendiendo los trabajos hasta el 31 de octubre del mismo año.

## Accesos
Vestíbulo Jipijapa
- Avenida Amazonas y Avenida Tomás de Berlanga Avenida Amazonas y Avenida Tomás de Berlanga.
- Plaza de Toros y Avenida Amazonas Avenida Amazonas con Juan de Ascaray.
- Ascensor Plaza de Toros y Av. Amazonas.